# كاسيراس
بلدية كاسيريس (بالكاتالانية: Casserres) هي إحدى بلديات مقاطعة برشلونة، والتي تقع في منطقة كاتالونيا، شرق إسبانيا.
يبلغ عدد سكانها 1.599 نسمة وفقاً لإحصائية سنة (2007).